# Stomatium

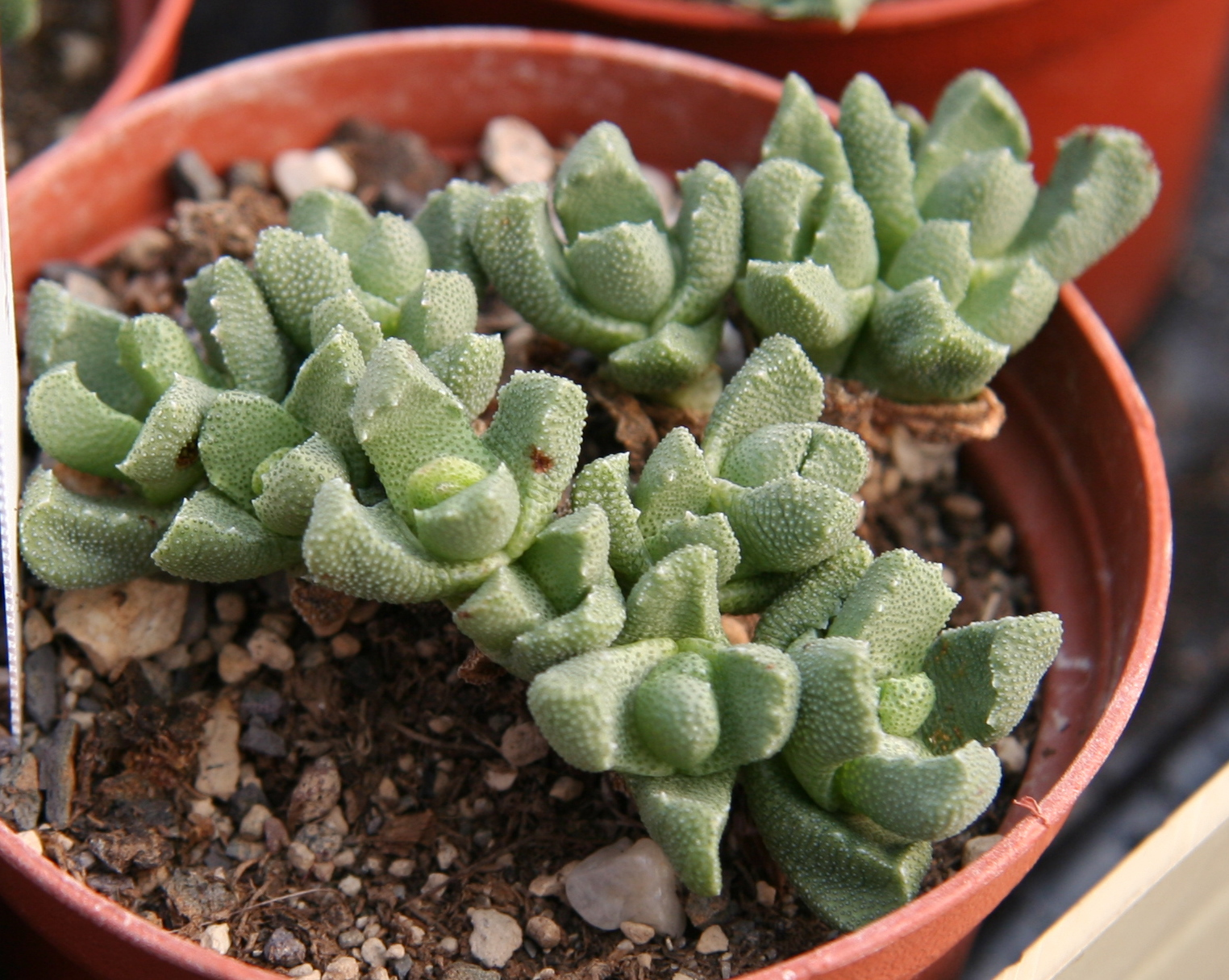
Stomatium mustellinum

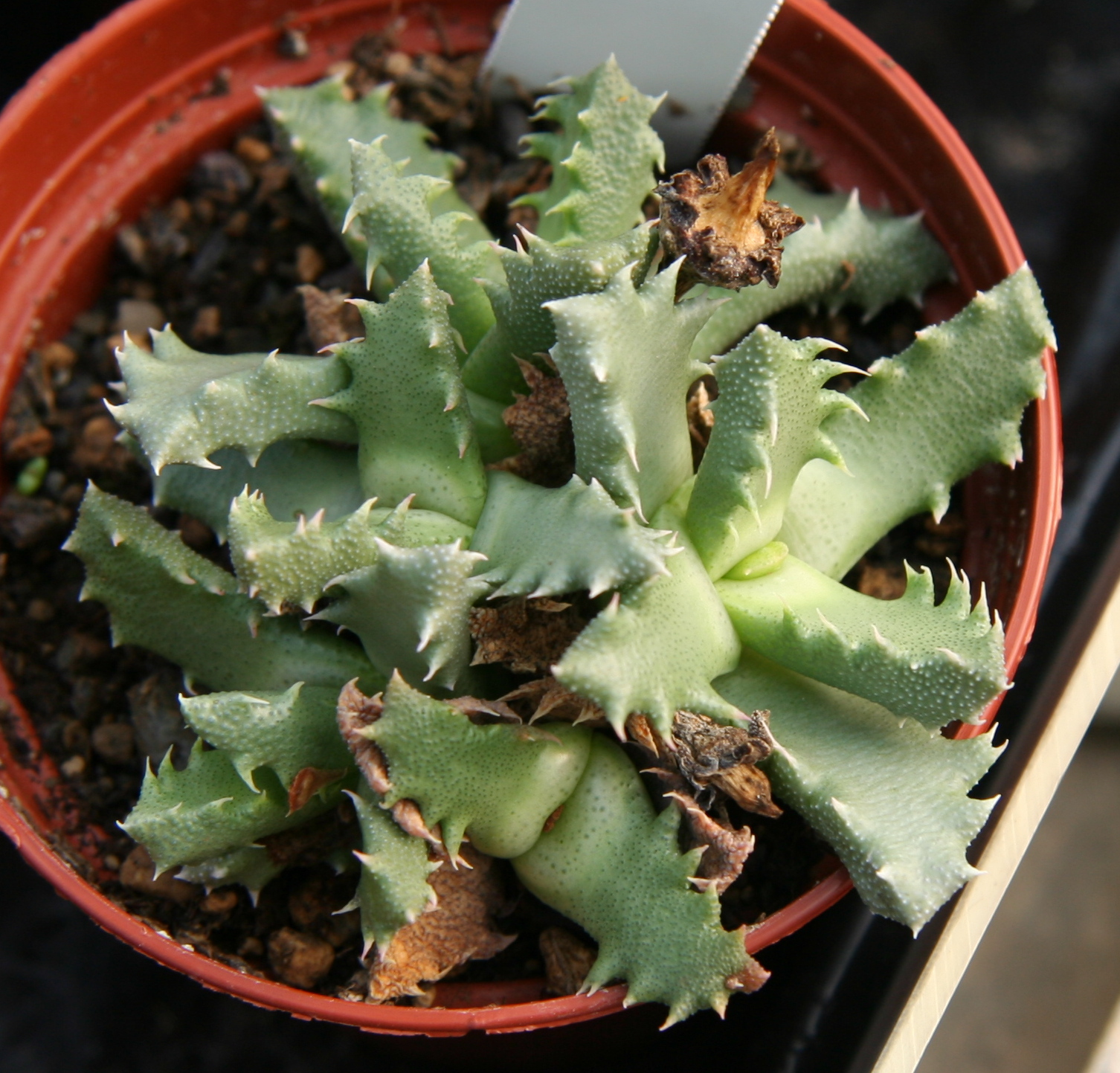
Stomatium trifarium

Stomatium ist eine Pflanzengattung aus der Familie der Mittagsblumengewächse (Aizoaceae). Der botanische Name leitet sich vom griechischen Wort stroma für ‚Mund‘ ab und verweist auf die gezahnte Blätter, die einem geöffneten Mund ähneln.

## Beschreibung
Die Arten der Gattung Stomatium wachsen kompakt und werden im Alter häufig rasenförmig. Besonders im Jugendstadium sind sie häufig anisophyll. Ihre olivegrünen bis graubraunen Laubblätter sind dreieckig bis ziemlich flach. Ältere Blätter sind gleichblättig (isophyll). Die Blätter besitzen meist einen mehr oder weniger ausgeprägten, glatten oder gezahnten Kiel. Am Blattrand befinden sich in der Regel kleine, weiche, weiße Zähne.
Die Blüten stehen an ziemlich kurzen Blütenstielen und erwecken so den Eindruck als ob sie direkt aus den Blättern entspringen wurden. Es sind fünf Kelchblätter vorhanden. Die Kronblätter sind gelb, weiß oder rosafarben. Im Inneren der Blüte sind sie oft kürzer und ziemlich schmal. Die Blüten öffnen sich am späten Nachmittag oder frühen Abend und bleiben bis etwa Mitternacht geöffnet. Die Blütezeit reicht vom zeitigen Frühjahr bis in den Frühsommer.
Die fünffächrigen, sehr selten sechsfächrigen Kapselfrüchte sind an ihrer Basis kugelförmig bis glockenförmig. Die Quellleisten verlaufen stets parallel. Die Klappenflügel sind breit. Verschlusskörper fehlen. Die Früchte enthalten 0,6 bis 0,95 Millimeter lange und 0,45 bis 0,75 Millimeter breite Samen.

## Systematik und Verbreitung
Die Gattung Stomatium ist in Lesotho sowie in Südafrika in den westlichen Distrikten der Provinz Ostkap, den südwestlichen Distrikten der Provinz Freistaat und den nördlichen sowie nordwestlichen Distrikten der Provinz Westkap verbreitet. Die Arten wachsen in der Regel auf Ebenen oder sehr sanften Hängen auf feinkörnigen Böden unterschiedlicher Herkunft oder in Schieferspalten. Die jährliche Niederschlagsmenge beträgt mehr als 100 Millimetern und fällt hauptsächlich im März und November.
Die Erstbeschreibung der Gattung durch Gustav Schwantes wurde 1926 veröffentlicht. Die Typusart ist Stomatium suaveolens. Nach Heidrun Hartmann (2017) umfasst die Gattung Stomatium folgende Arten:
- Stomatium acutifolium L.Bolus
- Stomatium agninum (Haw.) Schwantes
- Stomatium alboroseum L.Bolus
- Stomatium angustifolium L.Bolus
- Stomatium beaufortense L.Bolus
- Stomatium bolusiae Schwantes
- Stomatium braunsii L.Bolus
- Stomatium bryantii L.Bolus
- Stomatium deficiens L.Bolus
- Stomatium difforme L.Bolus
- Stomatium duthieae L.Bolus
- Stomatium ermininum (Haw.) Schwantes
- Stomatium fulleri L.Bolus
- Stomatium geoffreyi L.Bolus
- Stomatium gerstneri L.Bolus
- Stomatium grandidens L.Bolus
- Stomatium integrum L.Bolus
- Stomatium jamesii L.Bolus
- Stomatium latifolium L.Bolus
- Stomatium lesliei (Schwantes) O.H.Volk
- Stomatium leve L.Bolus
- Stomatium loganii L.Bolus
- Stomatium meyeri L.Bolus
- Stomatium middelburgense L.Bolus
- Stomatium murinum (Haw.) Schwantes ex H.Jacobsen
- Stomatium mustelinum (Haw.) Schwantes
- Stomatium patulum L.Bolus ex H.Jacobsen
- Stomatium paucidens L.Bolus
- Stomatium peersii L.Bolus
- Stomatium pluridens L.Bolus
- Stomatium resedolens L.Bolus
- Stomatium ronaldii L.Bolus
- Stomatium rouxii L.Bolus
- Stomatium ryderae L.Bolus
- Stomatium suaveolens (Schwantes) Schwantes
- Stomatium suricatinum L.Bolus
- Stomatium trifarium L.Bolus
- Stomatium villetii L.Bolus
- Stomatium viride L.Bolus

## Nachweise